# María Victoria Brusquetti
María Victoria Brusquetti (nacida c. 1940) es una activista y política paraguaya. Se presentó como candidata a la vicepresidencia en representación del Partido Revolucionario Febrerista (en la chapa encabezada por Guillermo Caballero Vargas del Partido Encuentro Nacional) en las elecciones generales de Paraguay de 1993, convirtiéndose en la primera mujer en ser candidata a vicepresidente del Paraguay y la primera mujer en ser candidata a un cargo del Poder Ejecutivo del país.
Brusquetti era una líder de trabajadores laicos católicos, una «organizadora de larga data del movimiento católico de bases». El 27 de noviembre de 1992, Guillermo Caballero Vargas, líder del movimiento independiente Encuentro Nacional, la eligió como su compañera de fórmula en las elecciones presidenciales de 1993.